# 이지란
이지란(李之蘭, 1331년 ~ 1402년 5월 10일(음력 4월 9일))은 여진족 출신이며 고려 말 조선(朝鮮) 초의 무관 관료 겸 정치인이다. 여진족 이름은 퉁두란(佟豆蘭)으로서, 성씨(姓氏)는 퉁(佟, 동)이고, 이름은 고륜두란첩목아(古倫豆蘭帖木兒, 쿠룬투란티무르)를 줄인 것이다. 《용비어천가》에는 그의 여진 이름을 훈민정음으로 고론투란터물이라고 표기하고 있다. 자는 식형(式馨)이고 불교 법명도 식형(式馨)이다. 아울러 그는 청해 이씨의 시조이다. 
조선 왕조 개창자인 이성계(李成桂)와 의형제를 맺었으며, 그 인연으로 후에 이(李)씨 성을 사성받아 개명했다고 한다. 이성계가 아직 왕이 되기 전 고려의 무장으로써 활약할 때부터 그를 따라 여러 전투에 참가했으며, 조선 개국에 동참해 개국공신 1등이 되었다. 독립군가(용진가)에 1절에도 이름이 나온다.
한양오백년가에 함흥차사 관련 이야기가 나오는데 태조 이성계 마음을 돌린 사람은 무학대사가 아닌 바로 이지란이다.

## 생애
《고려사》(高麗史)에는 여진 출신으로 원(元), 몽고제국의 금패천호인 아라부카(阿羅不花)의 아들로 아버지의 벼슬을 이어받아 천호(千戶)가 되었다고 적고 있다. 아라부카가 일찍이 서쪽을 정벌할 때 큰 별이 우물 지붕 위에 드리웠는데, 천기를 관장하는 자가 이를 보고 "이는 계명성(샛별)이라 그 아래에서 반드시 위인이 태어날 것이다"라고 예언하였고, 이후 이지란이 태어났다고 한다(《이지란신도비》).
공민왕(恭愍王) 20년(1371년)에 휘하의 백호(百戶) 부카(甫介)를 보내 1백 호를 거느리고 고려 조정에 내투하였고 청해(靑海, 지금의 북청)에 있다가 이성계(李成桂) 휘하로 들어갔다.
우왕(禑王) 6년(1380년)에 의형 이성계를 따라 왜구(倭寇) 토벌에 종군해, 지리산 근교 운봉(雲峯)에서 적장 아지발도를 죽이고 왜구를 대파한 공을 세웠다(황산대첩). 이성계 군단의 강력함은 이지란이 이끄는 여진족 기마군단에 힘입은 바가 컸다. 동왕 9년(1383년) 7월에 요심(遼瀋)의 초적 40여 기가 단주(端州)로 쳐들어왔는데, 이두란은 북청의 천호로써 단주상만호(端州上萬戶) 육려(陸麗), 청주상만호(靑州上萬戶) 황희석(黃希碩) 등과 함께 이들을 쫓아 서주위(西州衛), 해양(海陽) 등 이르러 우두머리 6인을 베었다. 8월에는 호발도(胡拔都)가 단주로 쳐들어왔는데, 부만호(副萬戶) 김토부카(金同不花)가 내응하는 바람에 고려군이 패하였다. 당시 이두란은 어머니가 사망하여 이두란은 고향 북청에서 상을 치르고 있었는데, 이성계의 부름으로 상복을 벗고 종군하였다고 한다(《고려사》). 그러나 길주(吉州) 벌판에서 선봉으로 나섰다가 호바투에게 패하였다.
우왕 11년(1385년)에는 함흥(咸興) 토아동(兎兒洞)에 쳐들어온 왜구를 이성계와 함께 나아가 격퇴하였다. 이 공으로 선력좌명공신(宣力佐命功臣)의 칭호를 받고 밀직부사(密直副使)가 되었다.
위화도 회군 이후 상의동지밀직사사(商議同知密直司事) 회의도감사(會議都監事)가 되었고, 창왕(昌王) 때에는 지밀직사사를 맡았다.
공양왕(恭讓王) 4년(1392년) 지문하부사 판도평의사사가 되었고 이어 명(明)으로부터 청해백(靑海伯)에 봉해졌다가 그 해 이성계가 역성혁명을 일으켜 새로운 왕으로 즉위하자 개국공신 1등에 책록되고, 청해군(靑海君)에 봉해졌으며 참찬문하부사(參贊門下府使)가 되었다. 이듬해 경상도절제사(慶尙道節制使)가 되어 왜구를 막는 데 힘썼으며, 태조 8년(1398년)에는 명의 건주위 정벌에 공을 세워 문하시랑찬성사(門下侍郞贊成事)에 제수되었고 이어 판형조사 의흥삼군부사 중군절제사에 보직 변경 임명되었다.
태조가 물러난 후에도 정종(定宗) 원년(1399년) 문하시랑평장사(門下侍郞平章事)에 보임되었으며, 태종(太宗)이 즉위한지 얼마 안 되어 관직을 사퇴하고 고향으로 내려갔으며, 과거 군관 시절에 여러 전쟁터에서 많은 인명을 죽인 것을 속죄하기 위해 불문에 귀의하였다고 한다.
태종 2년(1402년) 4월 9일에 죽었으며, 죽기 전에 태종에게 "신은 본토(本土)의 사람으로 타국(他國)에서 죽게 되었으니 내 시신을 태워 본토에 장사지내어 본토의 풍속을 따르게 해달라"는 부탁과 함께 태종에게 "조심조심 덕(德)을 닦아 영원히 조선을 보전하시라"는 신하로써의 당부를 남겼다. 태종은 이지란이 죽자 사흘 간 조회를 정지하였고, 그의 청대로 장사지냈으며 시호(諡號)를 양렬(襄烈)이라 하였다. 향년 72세.
《태종실록》에는 또, 이때 명의 사신 축맹헌(祝孟獻)이 태평관(太平館)에 머무르고 있었는데, 이지란이 사망하자 태종은 왕이 직접 태평관에 행차해 사신을 위한 연회를 베풀려던 계획을 취소하고 대신 지신사 박석명을 보내면서 자신의 불참 사유를 이지란의 죽음이 아닌 왕 자신의 병 때문이라고 전하게 하였다고 한다(사관은 이 일에 대해 나라의 대신(이지란)이 죽은 것을 사신이 알지 못하게 해서 사신이 마음 편안하게 연회를 즐기도록 하려는 배려였다고 평가하고 있다).
태종 10년(1410년) 조선 태조의 다른 공신인 조준, 조인옥(趙仁沃), 태조의 왕자인 이화와 함께 태조의 묘정에 배향되었다. 후손들이 그의 글을 모아 《청해백집》(靑海伯集)을 지었다.

## 용모
《이지란신도비》에 이지란 용모에 관해 "용모가 단정하고 아름다운 것이 마치 여인과 같았다"라고 한다. 한국 경기도박물관에 이지란의 초상을 소장하고 있는데, 박물관에 기증하기 전까지 이지란을 모신 포천의 청해사(靑海祠)에서 소장했었다. 가슴까지만 그린 반신상으로 조선 후기 사당에 모시기 위해 원본(전신상)을 발췌하듯이 베껴 그렸다고 추정한다.

## 가족 관계
이지란은 여진족 출신으로 고려에 귀화하여, 조선 왕조의 개창자이성계의 최측근으로서 왕조의 개창에도 가담한 공신이었으며, 그의 자손 역시 대대로 조선 조정에서 중용되었다. 이지란 사후 300년 뒤인 영조 50년(1774년)에 세워진 《이지란신도비》에는 이지란의 선대 가계에 대해, 증조부 부해(浮海)가 원(元)에서 전공을 세워 오천호(五千戶)에 봉해졌고, 이지란의 아버지 아원(雅遠, 아라부카)은 원의 정서대장군(征西大將軍)에 이르렀으며, 이지란이 조선에서 중용된 뒤 보조공신(補祚功臣) 영의정부사(領議政府事)에 증직되었다.
이지란에게는 함안군부인(咸安郡夫人) 혜안택주(惠安宅主) 윤씨(尹氏)와 상산군부인(象山郡夫人) 곡산 강씨(谷山康氏) 두 부인이 있었다. 상산군부인 강씨는 예의판서(禮儀判書) 강보대(康普戴)의 딸(이지란신도비)로 신덕왕후(神德王后)의 친정 조카딸로, 이지란은 조선 태조의 처조카사위가 된다. 《태종실록》에 실린 이지란의 졸기에는 이지란에게 화영(和英) · 화미(和美) · 화수(和秀) 세 아들(《이지란신도비》에는 네 아들)이 있었다고 적고 있는데, 《고려사》에는 화상(和尙)이라는 이름의 아들이 한 명 더 있었다고 하며, 《이지란신도비》에 따르면 아들들 모두 상산군부인 소생이다.
- 초배 부인 : 상산군부인 곡산 강씨(1349년 ~ ?) - 태조의 제2비인 신덕왕후 강씨의 친정 종질녀로 아버지는 예의판서 강보대(강보대 공은 신덕왕후 친정아버지 강윤성 공의 5촌 종질이며 참고로 이지란 공의 부인 강씨는 5촌 고모 신덕왕후 강비보다 나이가 많았음.).
  - 아들 : 이화상(李和尙) - 관직은 공조판서(工曹判書).
  - 아들 : 이화영(李和英) - 여진 이름은 역리불화(亦里不花). 세종 6년(1424년10월27일) 사망. 관직은 판우군부사(判右軍府使)

판우군부사(判右軍府事) 이화영(李和英) 졸(卒)하였다. 화영은 여진인이요, 태조의 개국 공신(開國功臣) 청해백(靑海伯) 양렬공(襄烈公) 이지란(李之蘭)의 아들이었다. 18세부터 벼슬하기 시작하여 처음에 낭장(郞將)이 되고, 여러 번 승진하여 사복 정(司僕正)에 이르고 보공 대장군(保功大將軍)으로 옮겼으며, 태조 7년에 상장군(上將軍)으로 승진하였다. 태종 1년에 특히 예조 전서에 임명되고, 2년에 승추부 동지총제(承樞府同知摠制), 6년에 도총제(都摠制)로 승진하고, 9년에 지의정부사(知議政府事), 15년에 의정부 참찬(議政府參贊), 세종 5년에 판좌군도총제부사(判左軍都摠制府事)가 되었다. 화영은 약관 때부터 태조를 따랐으므로, 개국 당초에 원종 공신(原從功臣)의 녹권(錄券)과 전토를 받았고, 정종 2년에 태종을 한위(捍衛)한 공으로 전토와 노비를 더 받았고, 태종 2년에 외간(外艱)을 당하여 여막(廬幕)에 있을 때 태종의 위급함을 듣고 남보다 먼저 귀부하였다. 태종이 그의 충성을 가상하게 여겨 옷을 벗어 입히고, 이후 계속하여 은사를 내렸다. 세종 5년 가을에 〈임금을〉 뵈옵고 고향으로 돌아갈 것을 고하니, 임금이 교외(郊外)에서 전별연을 차려 주었다. 화영은 마음이 곧고, 행동이 검박하였다. 병으로 자택에서 돌아갔는데, 부고가 이르자 조회를 사흘 동안 정지하고, 관에서 장사를 담당하였다. 시호를 무후(武厚)라 하였는데, 위엄차고 억센 것을 무(武)라 하고, 생각하는 것이 틀림이 없는 것을 후(厚)라 한다. 그 외 아들은 이효량(李孝良)·이효정(李孝貞)·이효온(李孝溫)·이효검(李孝儉)·이효양(李孝讓)·이효강(李孝綱)이었다
- - 아들 : 이화미 - 태종 14년(1414년4월28일) 사망. 관직은 판한성부사(判漢城府使)

첨총제(僉摠制) 이화미(李和美)의 상(喪)에 쌀·콩 30석과 종이 1백 권과 관곽(棺槨)을 부의(賻儀)로 내려 주었으니, 이화미는 청해백(靑海伯) 이지란(李之蘭)의 아들이었다. 그의 무재(武才)는 약간 아비의 풍모가 있었다
- - 아들 : 이화수 - 관직은 예조참판(禮曹參判)

## 이성계와 친인척 관계
- 이지란(李之蘭)은 혜안택주 윤씨(惠安宅主 尹氏)와 1번째 혼인을 하였고 조선 태조(朝鮮 太祖)의 2번째 왕후인 신덕왕후 강씨(神德王后 康氏)의 친정 조카딸인 군부인 강씨(君夫人 康氏)와 2번째 혼인을 하였다. 그렇기 때문에 태조 이성계는 그의 처고모부(妻姑母夫)이기도 하다. 이성계(李成桂)보다 4살 위인 이지란(李之蘭)은 이성계의 처조카사위(이성계는 이지란의 처고모부(妻姑母夫)이자 의형(義兄))가 되는 동시에 의형제(義兄弟)를 맺은 이성계의 의제(義弟)이기도 하다.

## 일화
- 《태조실록》(太祖實錄) 총서에는, 이성계가 말에서 떨어져 부상을 당한 틈을 타 이성계의 측근이자 참모인 정도전, 조준 등을 투옥하고 제거하려는 정몽주(鄭夢周)를 암살할 것을 명하는 이방원(훗날의 조선 태종)에게 "이건 우리 공(이성계)께서 알지 못하는 일이니 나는 가담하지 않겠다"며 사양했다. 그러나 훗날 이방원이 정도전 및 자신의 두 이복동생을 제거하고 결과적으로 아버지 태조의 퇴위를 이끌어낸 무인정사(1차 왕자의 난)에서 이지란은 이방원측에 가담, 정사공신(定社功臣)의 반열에 올랐다.
- 자신보다 네 살 어린 이성계와 의형제를 맺고 그를 형으로써 모셨으며, 무장 시절 이성계를 따라 황산대첩 등 여러 싸움에 종군하여 공을 세웠다. 《용비어천가》(龍飛御天歌)에는 태조 이성계가 이지란을 가리켜 "두란의 말 달리고 사냥하는 재주야 그만한 사람도 있기는 하겠지만, 싸움에 임해 적군을 무찌르는 데는 두란보다 나은 사람이 없다."고 평가한 대목이 있다.
- 《용비어천가》에는 또, 일찍이 이성계와 함께 말을 달려 사슴 한 마리를 쫓는데 사슴이 넘어진 나무 밑으로 빠져나가 달아나는데, 이지란은 말을 채찍질하여 나무를 돌아갔는데, 태조는 그 자리에서 몸만 뛰어 나무 위를 넘어 나무 아래로 나온 말을 도로 잡아타고 사슴을 따라가 쏘아 잡았고, 이지란은 "공은 천재이니, 인력으로 따를 수 없소."라고 하였다고 한다.
- 조선 중기 문인 홍만종(洪萬宗)의 《순오지》(旬五志)에는 이성계와의 일화가 실려 있는데, 길에서 물동이를 이고 지나가는 아낙을 보고 이성계가 먼저 철환(鐵丸)을 던져 구멍을 뚫어 놓자 물이 미처 새어 나오기 전에 이지란이 다시 조그맣게 뭉친 진흙을 던져서 그 구멍을 막았다고 한다. 또한 평소 은근히 이성계를 해치려는 마음을 품었던 이지란은 밤에 이성계가 뒷간에 간 틈을 노려 세 번이나 활을 쏘았고, 이성계가 이 화살에 맞아 죽었을 것으로 생각했지만, 이성계는 태연하게 뒷간에서 볼일을 다 보고 나와서 이지란에게 화살을 돌려주었고, 이지란은 그 뒤로 다시는 이성계에게 함부로 맞설 생각도 하지 못했다고 한다.
- 《고려사》에는 황산대첩 당시 왜구의 지휘관 아지발도를 칠 때, 왜구와의 교전이 한창이던 때에 창을 든 왜병 한 명이 이성계에게 몰래 다가가는 모습을 보고 놀라 "영공, 뒤를 보십시오"하고 거듭 외쳤지만 치열하게 전투가 벌어지는 와중에 이성계가 미처 듣지 못하자, 이지란은 그 자리에서 자신이 몸소 활을 쏘아 이성계를 찌르려던 그 왜병을 죽였다. 또한 온몸에 갑옷을 두른 아지발도를 죽이기 위해 이성계가 먼저 화살을 쏘아 아지발도가 쓴 투구 꼭대기를 맞혀 투구를 벗겨내고, 아지발도의 투구가 벗겨진 틈에 이지란이 다시 활을 쏘아서 아지발도를 죽일 수 있었다고 한다.
- 영조 50년(1774년)에 세워진 《이지란신도비》에는, 이지란이 이성계와 의형제를 맺게 된 내막에 대해서 이렇게 적고 있다. 지정 연간에 이성계가 고광성을 칠 때, 이성계의 어머니 최씨의 꿈에 한 노인이 나타나 "개강(价江)에 활을 잘 쏘는 자가 있어 패왕(覇王)을 보필할 사람이다."라고 하였고, 이성계가 그 꿈대로 개강에 가 보니 마침 퉁두란(이지란)이 그곳에서 사슴 사냥을 하고 있었다. 이성계는 이를 보고 기이하게 여겨 그와 형제의 의를 맺고 아내 강씨(康氏, 신덕왕후)의 종녀(從女)와 혼인시켰다고 한다.
- 또한 《이지란신도비》에는 우왕이 서쪽으로 사냥을 나와 대령(大寧)에 이르렀을 때, 무신(武臣)들에게 백금(白金) 2촌(寸)을 과녁으로 삼아 활을 쏘게 하였는데, 이성계가 나서서 활을 쏘아 한 발에 과녁을 맞히자 우왕은 기뻐하였으나, 이지란은 "재주의 아름다움을 어찌하여 남에게 많이 보이십니까."라며 넌지시 꼬집었고, 이성계는 뉘우치고 더욱 공의 지혜에 탄복하였다는 일화도 적고 있다.
- 청(淸) 왕조의 조조 원황제(肇祖原皇帝)로 추존된 아이신기오로 먼터무와는 6촌 형제 사이였다.
- 이성계, 심덕부, 이지란이 위화도 회군 직전 서로 의형제를 맺고 회군을 결의한 기록화인 장수군도가 새로 발견되었다.[8]

## 시조
초산(楚山) 우는 호(虎)와 패택(沛澤)에 잠긴 용(龍)이/토운생풍(吐雲生風)하여 기세(氣勢)도 장(壯)할시고/진(秦)나라 외로운 사슴은 갈 곳 몰라 하노라
조선 말기의 시조집 《화원악보》(花源樂譜)에 이지란이 지은 것으로 전하는 시조 한 수가 남아 있다.

## 이지란이 등장한 작품
- 《개국》(KBS 1983년~1983년, 배우:강민호)
- 《추동궁 마마》(MBC-조선왕조오백년, 1983년~1983년, 배우:국정환)
- 《용의 눈물》(KBS, 1996년~1998년, 배우:강인덕)
- 《대풍수》(SBS, 2012년~2013년, 배우:김구택)
- 《정도전》,《태종 이방원》(KBS, 2014년, 2021~ 배우:선동혁)
- 《육룡이 나르샤》(SBS, 2015년~2015년, 배우:박해수)
- 《태종 이방원》(KBS, 2021년~2022년, 배우:선동혁)

## 같이 보기
- 이성계
- 황산대첩
- 심덕부
- 신흥무인세력
- 위화도 회군
- 청해 이씨
- 악비
- 청해사 - 포천시 향토유적 제23호

## 참고 자료
- 《조선평전》 「우리 역사가 된 귀화인 이야기」, 신병주 저, 글항아리(2011년, 441~448p)
- 《우리 역사를 바꾼 귀화 성씨》, 여진족 이지란(청해 이씨), 박기현 저, 역사의아침(2007년, 94~104p)
- 《국어국문학자료사전》, 이지란(李之蘭), 이응백 김원경 김선풍 등 공저, 한국사전연구사(1998년판),
- 《21세기에서 바라본 조선의 궁술》 「조선시대」, 이중화 저, 김이수 역, 한국학술정보(2010년, 235~253p)
- 《이지란에 대한 연구》,왕영일 저, 고려대학교 박사학위논문(2003년)